# بوبي هوغ (لاعب كرة قاعدة)
بوبي هوغ (بالإنجليزية: Bobby Hogue)‏ هو لاعب كرة قاعدة أمريكي، ولد في 5 أبريل 1921 في ميامي في الولايات المتحدة، وتوفي بنفس المكان في 22 ديسمبر 1987.

## وصلات خارجية
- بوبي هوغ على موقعبيزبول رفرنس.كوم (الدوري الرئيسي) (الإنجليزية)
- بوبي هوغ على موقع جمعية أبحاث البيسبول الأمريكية (الإنجليزية)